# Casa consistorial de Cuéllar

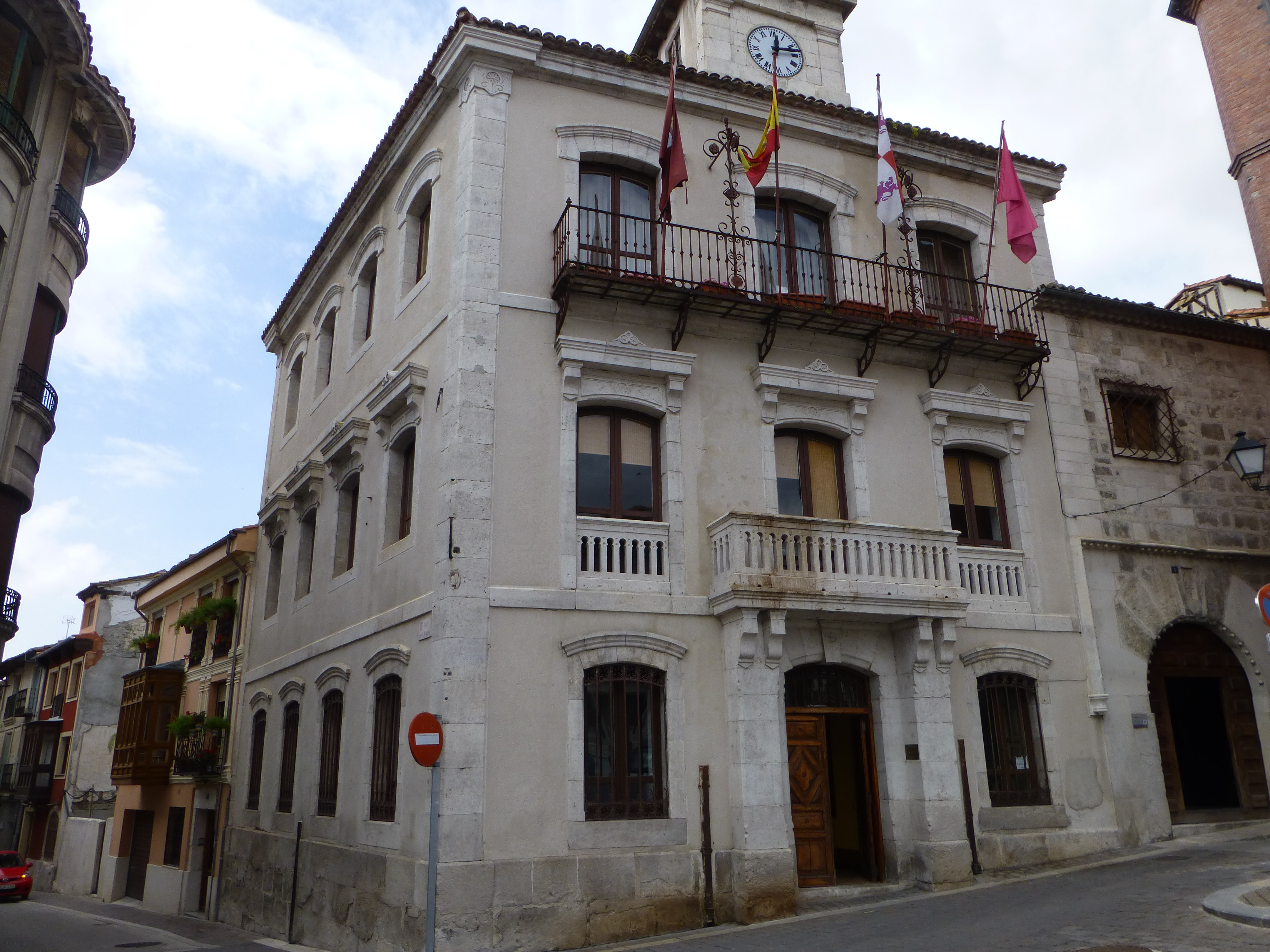
Fachada del ayuntamiento de
Cuéllar.

La Casa consistorial de la villa segoviana de Cuéllar (Castilla y León) es un edificio gótico-renacentista con fachada modernista que se ubica en el número 1 de la plaza Mayor, aunque tiene su entrada principal por la calle de la Morería. En su interior alberga las oficinas del Ayuntamiento de Cuéllar, así como la comisaría de Policía Local y la parte moderna del Archivo Histórico Municipal de Cuéllar.

## Historia
El edificio fue levantado entre finales del siglo XV y principios delsiglo XVI sobre unas antiguas dependencias que hubieron de albergar la antigua casa del concejo y la cárcel vieja. Los restos más antiguos que se conservan fueron construidos en tiempos de Francisco Fernández de la Cueva, II duque de Alburquerque, y de su trazado se conserva el patio gótico-renacentista, dedicado a Isabel la Católica, muy similar al del Colegio Mayor Santa Cruz (Valladolid) y al patio del castillo-palacio de Escalona (Toledo), que recuerda al estilo constructivo de Hanequin de Cuéllar, por lo que quizá sea obra de este.
En el año 1564 se levantó una capilla en su interior, cuya ubicación se desconoce en la actualidad. La cárcel fue trasladada en el siglo XIX al edificio del Estudio de Gramática, y las dependencias que ocupaba fueron restauradas en los años 1990 para albergar oficinas de Policía Local y la documentación moderna del Archivo Histórico Municipal.
El actual edificio, a excepción del patio y las dependencias que distribuye este en la planta baja, fueron levantadas entre 1888 y 1889 en estilo historicista